# 창녕 장씨
창녕 장씨는 경상남도 창녕군을 본관으로 하는 한국의 성씨이다.

## 본관
창녕장씨(昌寧張氏) 본관(本貫)에 대해서는 창녕의 옛 이름이 하성(夏城)에서 하산(夏山)으로, 다시 창녕(昌寧)으로 변천되었고, 시조 장간공이 하성군(夏城君)으로 봉군된 연유에 따라 지금까지 창녕장씨와 하산장씨(夏山張氏)가 함께 사용되고 있다.

## 시조
창녕장씨의 시조는 고려의 창업공신 삼태사(三太師)의 한 사람인 장정필의 후손 장일(張鎰)이다. 고려 원종 때 재신(宰臣)이며, 외교가인 장간공(章簡公)이 하성군(夏城君)에 봉군되었다.
시조 장간공 장일(張鎰)의 초휘는 민(敏)이고, 자(字)는 이지(弛之)이며, 창녕의 호족(豪族)이다. 고려 희종 3년(1207)에 태어나서 고종 10년(1223)에 과거에 급제하고, 승평판관(昇平判官)에 임명되어 선정을 베풀었으며, 직사관(直史館)이 되었다가 전중시어사(殿中侍御史)로 옮겼다. 원종 초에 전라·충청·경상 삼도안찰사(全羅忠淸慶尙三道按察使)가 되었다가 이부낭중(吏部郎中)과 병부·예부의 이부시랑(兵禮二部侍郞), 좌간의대부(左諫議大夫)가 되었다.
원종 10년(1269)에 국자제주(國子祭酒)로서 서경란(西京亂)을 토평(討平)하고 서북면병마사(西北面兵馬使)가 되었으며, 원종 12년(1271)에 삼별초군(三別抄軍)이 진도(珍島)에서 반거(叛據)할 때 공이 남방(南方)의 민심을 얻었으므로 경상도수로방호사(慶尙道水路防護使)에 제수되어 난을 진무(鎭撫)하였다. 그 다음 해에 첨서추밀원사(簽書樞密院事), 한림학사(翰林學士)가 되었고, 원종 14년(1273)에 전라도지휘사(全羅道指揮使), 동지추밀원사(同知樞密院事), 동지공거(同知貢擧) 등을 역임한 후 충렬왕 1년(1275)에 지첨의부사(知僉議府事), 보문서태학사(寶文署太學士), 수국사(修國史)가 되었고, 하성군(夏城君)에 봉군되었다.
시조 장간공이 관직에 재직하던 중 “8차례나 元나라에 사신(使臣)으로 다녀왔지만, 왕명을 욕되게 하지 않았다.”(兪棨, 麗史提綱)는 기록이 있어서 원(元)의 침공이 있었던 고려 조정의 어려운 시절에 공께서 외교적 수완을 발휘한 것이라고 본다. 1276년 5월 3일에 향년 70으로 졸하시자 조정에서 장간공(章簡公)이란 시호(諡號)를 내렸다. 『고려사』의 사평(史評)을 보면 “성품은 온공 정직하고 글을 잘 지었으며, 행정을 수행하는 재주가 뛰어났다.”(性溫恭正直 善屬文 長於吏才) 라고 하였다.
『신증동국여지승람』「順天府」편과「慶州府」편에 장간공의 시 2수가 전한다.

연자루(燕子樓) : 순천(順天) / 순천의 ‘연자루’는 현재 중건 보존되어 있고, 장간 공의 연자루 시(詩)는 근대에 새로 만들어서 걸었다.
霜月凄凉燕子樓 : 서릿발 같이 찬 달빛 처량한 연자루(燕子樓)에는
郎官一去夢悠悠 : 낭관(郎官) 한번 간 후로 꿈만 유유하였네
當時座客休嫌老 : 당시 좌객(座客)을 늙었다고 혐의하지 마소
樓上佳人亦白頭 : 누각 위의 가인(佳人)도 역시 머리가 세었네
동경회고(東京懷古) : 경주(慶州)
四百年前將相家 : 4백년전의 신라 장군과 재상들은
競開臺사(木+射)幾雄誇 : 다투어 누대를 지었으니 그 웅장함 얼마나 자랑했을까?
只今繁麗憑誰問 : 이제 그 번성하고 화려했던 일들 누구에게 물으리
野杏山桃泣露華 : 들살구 산복사꽃이 이슬에 맺혀 눈물흐르듯 답해주네.
사가(四佳) 서거정(徐居正)이 지은『동인시화』의 ‘의성관루’(義城館樓) 편에 의하면 시조 장간공의 아들 정하(廷賀)에 관한 이야기가 나오는데, 즉 시조공의 아들은 일찍이 의성현수(義城縣守)인 오적장(吳迪莊)의 딸과 약혼을 하였다고 기록되어 있다.
시조공의 묘소는 창녕군 대지면 용소리(龍沼里)의 헌진산(獻津山)에 계좌(癸坐)로 모셔져 있으며, 의성인 척암(拓菴) 김도화(金道和)가 지은 비문(碑文)의 묘비(墓碑)가 세워져 있고, 지난 1988년에 이 비문을 번역한 국역비(國譯碑)를 별도로 세웠다.
제 파(諸派)의 후손들이 참사하는 묘사는 음력 10월 첫 일요일이며, 한편 용소리 동민들이 매년 정월 보름날에 우리 시조공의 묘소에서 동제(洞祭)를 지내는 것이 고래(古來)의 전통이 되고 있다.
참고문헌 : 고려사, 동국통감, 동인시화, 여사제강, 창녕읍지 등

## 유래
우리나라 장씨(張氏)의 역사를 살펴보면 신라시대에 귀족계층이라 할 수 있는 육두품(六頭品: 得難)의 성씨에 李, 崔, 金, 鄭, 張, 孫, 裵씨 등이 문헌에 기록되어 있어서 장씨는 신라 귀족으로서 그 성씨의 역사가 매우 깊다.
```
신라시대 저명인사로는 헌덕왕(憲德王) 14년(822)에 웅주도독(熊州都督) 김헌창(金憲昌)의 난을 진압한 일길찬(一吉?) 장웅(張雄)과 신무왕(神武王) 1년(839)에 청해진대사(淸海鎭大使)로 감의군사(感義軍使)와 진해장군(鎭海將軍)에 봉해진 장보고(張保皐), 그리고 경애왕(景哀王: 924-926) 때 병부시랑(兵部侍郞)을 지낸 장분(張芬) 등을 들 수 있다.
```

고려시대에는 경상도 안동지방에서 권행(權幸), 김선평(金宣平)과 함께 고창성(古昌城)을 지키며 고려 태조 왕건(王建)을 도와 후백제를 파하는데 크게 공을 세운 장정필(張貞弼: 초명 吉)이 유명하다. 고려 태조는 이 3인에게 태사(太師)의 벼슬을 내렸으므로, 후인들이 이 분들을 삼태사(三太師)라 칭하였다. 그 가운데 장태사공은 본관(本貫)을 달리하는 대부분의 장씨의 족보에서 동국(東國) 장씨의 도(都) 시조로 삼고 있다. 그런데 태사공에 대하여 상계(上系)를 살펴보면 그가 중국에서 동래(東來)한 것으로 되어 있고, 청해진대사 장보고의 현손(玄孫)으로 표기되어 있다.
```
고려시대로부터 조선에 이르기까지 우리나라 장씨는 수효가 매우 많아져서 여러 갈래의 본관(本貫)이 형성되었다. 『증보문헌비고』에 의하면 장씨(張氏)의 총 본관수가 245 본(本)으로 파악되고 있는데, 후대로 오면서 대부분의 본관이 대동(大同) 통합되었으므로, 현재는 인동(仁同), 안동(安東), 창녕(昌寧), 순천(順天), 울진(蔚珍), 단양(丹陽), 흥성(興城), 결성(結城), 덕수(德水) 등, 20여 본만이 남아 있다. 그 가운데 덕수장씨와 절강장씨는 귀화성씨로 알려져 있다.
```

창녕장씨(昌寧張氏) 본관(本貫)에 대해서는 창녕의 옛 이름이 하성(夏城)에서 하산(夏山)으로, 다시 창녕(昌寧)으로 변천되었고, 시조 장간공이 하성군(夏城君)으로 봉군된 연유에 따라 지금까지 창녕장씨와 하산장씨(夏山張氏)가 함께 사용되고 있다.
창녕장씨의 계통에 대해서는 세월이 오래되어 정확한 자료가 남아 있지 않지만, 대체로 창녕장씨는 고려의 창업공신으로서 삼태사(三太師)의 한 사람인 장정필의 후손으로 보고 있고, 문헌에 따라서는 태사공 6대손 을파(乙波)가 하산군(夏山君)에 봉군되었다는 기록이 있다.
그후 고려 원종 때 재신(宰臣)이며, 외교가인 장간공(章簡公) 장일(張鎰)이 하성군(夏城君)에 봉군되었으므로, 현재 시조로 삼고 있다.

## 집성촌
도시로의 인구 집중 현상으로 인하여 농촌의 토박이 인구가 감소하고 외지인의 귀농등으로 인하여 전통적인 집성촌이 점점 사라져 가고 있는 것이 현실이다.
옛날부터 지금까지 일가들이 다수 거주해 온 창녕장씨의 집성촌을 간략히 적어보면,
1. 경남 창녕군 고암면  대암리, 간상리
2. 경남 창녕군 유어면 미구리
3. 경남 김해시 일원
4. 경북 경산군 남산면 일원
5. 경북 경산군 하양읍, 진량면 일원
6. 전남 고흥군 동강면 덕암마을
7. 전북 정읍시 소성면 화룡리 한정부락 44-8:우리 문중의 자랑인 보물 제 726호 '창산군 장관 개국원종공신녹권' 이 있는 곳이다.

## 인구
2015년   6,052명

## 주요 인물

### 조선 인물
조선시대 창녕 장씨 주요 인물

#### 문과 급제
- 장 아(張 莪: 1409-?) : 창산군의 손자이다. 세종 8년(1426)에 문과 급제하고, 우헌납(右獻納), 강원도사(江原都事), 평양서윤(平壤庶尹) 등을 역임하였다.
- 장계증(張繼曾) : 아(莪)의 아들이다. 세종 24년(1442)에 문과 급제하고, 검열 (檢閱), 병조정랑(兵曹正郞), 종부시소윤(宗簿寺少尹) 등을 역임하고, 세조 때 좌익원종공신(佐翼原從功臣) 2등에 녹훈되었다. 문장이 뛰어났으며, 경 재(敬齋) 남수문(南秀文)의『敬齋集』을 보면 "檢閱張公繼曾 請題送僧光軌詩軸"이 있어서 남공(南公)과 교유한 사실이 확인된다.
- 장계이(張繼弛) : 계증(繼曾)의 동생이다. 문종 1년(1451)에 문과 급제하여 헌납(獻納), 성균관 사성(司成)에 이르렀고, 성리학(性理學)에 정통(精通)하였다.『대동야승』을 보면 공이 일찍이 귀신의 이치에 대해서 논하기를 "사람이 처음 죽었을 때는 귀신이 있으나 죽은지 오래되면 귀신은 없어 진다." 라고 하였다. 한편 사평(史評)에 의하면 '이학(理學)에 정박하고 조 행(操行)이 있었다.'(理學精博 有操行)라고 하였다. 徐居正(四佳), 丁克仁(不 憂軒) 등과 교유하였는데, 정극인의『불우헌집』에 “戱贈 張獻納繼弛”라 는 글이 있다.
- 장우성(張友誠) : 세조 1년(1456)에 문과 급제하고, 예조참의, 승정원 도승지 를 역임하였다. ⇒ 파조 편 참조
- 장중성(張仲誠) : 세조 7년(1462)에 문과 급제하고, 홍문관 전한(典翰)에 이 르렀다. ⇒ 파조 편 참조
- 장 희(張 禧: 1464-1542) : 아(莪)의 손자이며, 세복(世福)의 아들이다. 연산 군 4년(1498)에 문과 급제하고, 연산현감(連山縣監)에 이르렀다.
- 장 익(張 翼) : 연산군 7년(1501)에 문과에 올라 부사(府使)에 이르렀다.
- 장응성(張應星) : 맥계공의 손자이다. 자가 천추(天樞)이며, 중종 17년(1522) 에 문과 급제하고, 밀양부사(密陽府使), 능주목사(綾州牧使)에 이르렀다.
- 장순수(張順受: 1529-?) : 도승지공의 증손이다. 자(字)가 정숙(正叔)인데 뒤 에 이천(怡天)으로 고쳤으며, 호는 만은(晩隱)이다. 명종 11년(1556)에 문 과에 올라 호조정랑(戶曹正郞), 산음현감(山陰縣監)을 지냈다. 당대의 명사 郭越(定庵), 郭황(走+黃: 濯淸軒), 宋鉉(宋希奎 子) 등과 교분이 있었다. 특히 공은 산음현감에 재직할 때, 그 고을로 낙향하여 학문을 열었던 남명(南冥) 조 식(曺植: 1501-1572) 선생에게 종유(從遊)한 것으로 추정된다.

#### 서원향사
- 장시행(張是行: 1628-1688) : 만은공(晩隱公) 휘 순수(順受)의 증손인데, 자 (字)는 덕원(德源)이며, 호는 암계(巖溪)이다. 묵암 김정철(金廷哲) 선생의 문인이며, 무첨당(無?堂) 정도응(鄭道應: 鄭經世 孫), 다곡(茶谷) 허시창 (許時昌), 이의한(李宜翰) 등과 교분이 있었다. 특히 효성이 뛰어나서 경상 도관찰사 이야(李?)의 장계로 조정으로부터 승훈랑 의금부도사(承訓郞 義禁府都事)에 증직되고, 정려(旌閭)가 내려졌으며, 창녕 고강서원(高岡書 院)에 향사되었다.
- 장익정(張翼禎: 1652-1697) : 암계공(巖溪公)의 아들인데, 자(字)는 경징(景徵)이며, 호는 청계(淸溪)이다. 검암(儉庵) 손전(孫佺) 선생 문하에 종유(從遊) 하였고, 효성이 뛰어나 김해의 선비 조구령(曺九齡) 등의 추천과 경상도 관찰사의 장계로 조정으로부터 승훈랑 공조좌랑(承訓郞 工曹佐郞) 증직되 고, 정려(旌閭)가 내려졌으며, 부자(父子) 함께 창녕 고강서원(高岡書院)에 향사되었다.

#### 공신
- 장관(張寬) : 조선개국원종공신으로 昌山君에 봉군되었다. ⇒ 파조 편 참조
- 장계증(張繼曾) : 世祖 佐翼原從功臣 2等에 책록됨. ⇒ 문과 급제 편 참조

#### 효자
- 승지공파의 효자: 먼저 승지공파의 효자 가운데 만은공(晩隱公) 휘 순수(順受)의 자손 계통 으로 6대에 걸쳐서 8효자가 배출된 것이 주목되고, 다음으로 창산군파의 양대(兩代) 효자를 들 수 있다. 특히 6세 8효의 효행에 대한 은전(恩典)을 요청한 고문서 소지류(所志類)가 일부가 전해지고 있다. (경상감사 및 창녕 현감에게 올린 1827, 1828, 1844, 1847, 1879년 등의 자료)
- 장승길(張承吉: 1566-1627) : 자는 선유(善裕)이고 호는 동암(東巖)인데, 조산 대부(朝散大夫)에 올랐으며, 품성이 순선(純善)하고 부모 섬기는데 효성이 지극하여 효천(孝薦)되었고 석류록(錫類錄)이 있다.
- 장지백(張之白: 1595-1661) : 자는 사호(士皓)이고 품성이 괴위(魁偉)하고 부 모 섬기는데 효성이 지극하여 효천(孝薦)되었고, 세상에서 고행처사(高行 處士)라 칭송되었으며, 석류록(錫類錄)이 있다.
- 장시행(張是行) : 효행으로 증직(贈職), 정려(旌閭), 서원향사(書院享祀)되다. ⇒ 서원 향사편 참조
- 장익정(張翼禎) : 효행으로 증직(贈職), 정려(旌閭), 서원향사(書院享祀)되다. ⇒ 서원 향사편 참조
- 장 속(張 涑: 1687-1764) : 자는 중광(仲光)이고 효성이 지극히 높았다. 암행어사 박문수(朴文秀)의 장계(狀啓)와 감영(監營)의 장계로 급복(給復)의 은전이 내려졌고, 석류록(錫類錄)이 있다
- 장 만(張 滿: 1700-1742) : 자는 겸숙(謙叔)이고 효성이 지극히 높았다. 암행어사 박문수(朴文秀)의 장계(狀啓)와 감영(監營)의 장계로 백형 휘 속(涑)과 함께 급복(給復)의 은전이 내려졌고, 석류록(錫類錄)이 있다
- 장한보(張漢輔: 1737-1796) : 자는 여순(汝順)이고 선대의 정훈(庭訓)을 계승하여 효성이 지극히 돈독했으며, 친상(親喪)에 3년복을 더 입는 등, 그 효심에 하늘이 감동하여 사람을 움직였고(感天動人), 석류록(錫類錄)이 있다
- 장한필(張漢弼: 1742-1789) : 자는 제용(帝用)이고 부모 섬기는데 효성이 지극하였으며, 친상(親喪)을 입고 여묘(廬墓) 살이 3년간에 애훼(哀毁)하니 도내 유림(儒林)에서 일제히 효천(孝薦)하였고, 석류록(錫類錄)이 있다.
- 장재환(張再煥: 1808-1894) : 생원 휘 숙란(叔鸞)의 8세손이며, 자는 봉필(奉必)이고 호는 은암(隱菴)이다. 의정부 참정(參政)에 추증되었으며, 효행이 뛰어나 정려(旌閭)가 내려졌다.
- 장원호(張元昊) : 은암공의 아들이며, 자는 두명(斗明)이고, 호는 송포(松圃)이다. 벼슬이 의정부 참정(參政)에 이르렀으며, 효행이 뛰어나 정려(旌閭) 가 내려졌다.

### 충신
- 장승지(張承祉) : 참봉공의 증손이며, 자(字)는 희언(熙彦), 벼슬은 통덕랑(通 德郞)이다. 임진란(壬辰亂)에 창의(倡義)하여 사절(死節)하였으며, 사적이 『창녕읍지』에 실려 있다.
- 장천장(張天章) : 부사공의 5세손이며, 자는 경윤(敬閏)이다. 선조 병자(1576) 에 무과에 급제하여 훈련원 첨정(僉正), 어모장군(禦侮將軍)에 역임하고 임진란(壬辰亂)이 일어나자 선조임금을 의주까지 호가(扈駕)하였고, 충무 공 이순신 장군 휘하의 옥포(玉浦) 전투에 참가하여 군공(軍功)이 있었다. 선무원종공신 1등에 책록되고 벼슬이 무승지(武承旨)에 이르렀으며, 사적 이『고흥읍지』와『호남절의록』에 실려 있다.
- 장시헌(張時憲) : 무승지(武承旨) 휘 천장의 아들이다. 무과에 급제하여 판관 (判官)에 이르렀으며, 병자호란(丙子胡亂) 때 선전관(宣傳官)으로서 남한산 성(南漢山城)에 호가(扈駕)한 공이 있다. 이 때 종형 시한(時翰)도 동행했 다고 하며, 사적이『고흥읍지』와『호남절의록』에 실려 있다.

### 열녀
- 손기후(孫起後)의 부인 장씨(張氏) : 임진란(壬辰亂) 때 열녀(烈女)이다.
- 조덕성(曺德成)의 부인 장씨(張氏) : 임진란(壬辰亂) 때 열녀(烈女)이다.
- 장재환(張再煥)의 부인 진씨(陳氏) : 열행(烈行)으로 정려가 내려졌다.

### 학문문장
- 장 제(張 足+齊) : 장간공의 현손이며, 고려 때 성균학생(成均學生)으로 등과하 여 부령(副令), 지제고(知制誥)에 이르렀다. 知制誥란 문장이 뛰어난 자에 게 임명하는 벼슬이다. 복재(復齋) 정총(鄭摠)의「復齋集」(6대손 鄭逑 編, 『西原世稿』1607年刊本 所載)을 보면 "宿鹽州觀音寺 見張副令제"라는 내용이 있어서 복재공(復齋公)과 교유한 사실이 확인된다.
- 장계증(張繼曾) : ⇒ 문과 급제 편 참조
- 장계이(張繼弛) : ⇒ 문과 급제 편 참조
- 장중성(張仲誠) : ⇒ 파조 편 참조
- 장흔(張昕) : 승지공의 차남이며, 字는 여회(如晦)이다. 연산군 원년(1495년)에 생원시(生員試)에 합격하였다. 이면(李綿)의 진성수유집(珍城守遺集)을 보면 진성수 이면을 포함하여 합천군수 배자겸(裵子謙), 훈도 김팽조(金彭祖) 등과 가야산 해인사에 유람할 때 지은 公의 詩 1수가 전해지는데 다음과 같다.||우뚝한 岩壁 천길 높게 웅장하고 淸川은 百尺쯤 깊구나. 孤壁千尋壯 淸川百尺深 ||崔孤雲의 먼 옛적 발자취를 그대와 함께 와서 찾아보았네. 孤雲千古迹 來與子同尋||산이 멀고 구름도 멀며 숲이 깊고 마을도 깊네. 山遠雲俱遠 林深洞亦深||儒仙으로 놀던 때 이미 오래되었으니 遺蹟아득해 찾기 어렵네. 儒仙遊已久 遺蹟杳難尋||
- 장응두(張應斗) : 맥계공의 손자이며, 자는 천기(天機)이다. 진사(進士)에 입격한 후 영천군수(永川郡守), 영해부사(寧海府使) 등 을 역임하였으며, 문장이 뛰어났다.
- 장순수(張順受) : ⇒ 문과 급제 편 참조
- 장익기(張益祺: 1569-?) : 전한공의 현손이며, 자는 덕경(德敬)인데, 참봉에 이르렀고, 한강(寒岡) 정구(鄭逑) 선생의 문인이다.
- 장익규(張益奎: 1571-?) : 전한공의 현손이며, 자는 문재(文哉), 호는 우방(于 房)인데, 벼슬은 참봉에 이르렀다. 한강(寒岡) 정구(鄭逑) 선생을 사사(師 事)하여 강학(講學)에 정박(精博)하고 더욱 조행(操行)이 있었다. 한강선생 을 위해 관해정(觀海亭)을 중건한 바 있고, 창원의 회원서원(檜原書院)을 창건하였다. 당세의 명사 申之悌(梧峯), 孫起陽(?漢), 李屹(蘆坡) 등과 교 분이 있었다.
- 장경백(張警百) : 영해부사 응두의 아들이며, 자는 기수(耆叟)이고, 호는 도촌(道村)이다. 여헌(旅軒) 장현광(張顯光) 선생의 문인이다.
- 장시걸(張時傑: 1634-?) : 전한공의 6대손이며, 자는 여우(汝愚)이고, 이요재 (二樂齋) 장방익(蔣邦翼)의 문인이다. 수헌(壽軒) 이중경(李重慶)의 문집을 보면 공에 대한 시(詩)가 실려있다.
- 장지한(張之翰: 1750-1790) : 도촌공의 7세손이며, 자는 덕오(德五)이고, 호는 이요재(二樂齋)이다. 문장과 행검(行檢)이 뛰어 났으며,「眠鳩集」약간 편 이 있다.
- 장박익(張博翼: 1756-1822) : 도촌공의 7세손이며, 자는 붕거(鵬擧)이고, 호는 청천재(聽天齋)이다. 문학이 탁락(卓?)하였으며, 현재 세상에 전해지는 『池氏鴻史』의 간본(刊本)은 공의 글씨이다.
- 장대선(張大璿: 1858-1926) : 효자 휘 한필(漢弼)의 증손이며, 자는 경칠(敬 七)이고, 호는 송오(松塢)이다. 독행실학(篤行實學)하여 한 고을의 사우(士 友)간에 긍식(矜式)이 되었고, 유집(遺集)이 있다.
- 장승표(張承杓: 1875-1942) : 생원 휘 형(蘅)의 후손이며, 자는 문우(文佑)이 고, 호는 회와(悔窩)이다. 면우(?宇) 곽종석(郭鍾錫) 선생을 사사(師事)하 였으며, 문장이 탁락(卓?)하고 필법이 정예(精銳)하였다
- 장준호(張駿昊: 1882-1949) : 우방공 휘 익규(益奎)의 9세손이며, 자는 건여 (健汝)이고, 호는 석천(石川)이다. 심재(深齋) 조긍섭(曺兢燮) 선생의 문인 으로서 품행이 순수(純粹)하고 부모 섬기는데 지극한 정성이 있었다. 유 초(遺草)가 있다.
- 장성호(張性昊: 1882-1937) : 효자 휘 한필(漢弼)의 현손이며, 자는 양능(養 能)이고, 호는 만회(晩悔)이다. 조성재(曺惺齋) 선생 문인이며 성품은 준위 (俊偉)하고 식견은 탁이(卓異)하였다.
- 장세표(張世杓: 1883-1957) : 효자 휘 속(涑)의 7세손이며, 자는 제경(濟卿)이 고, 호는 간서(澗西)이다. 심재(深齋) 조긍섭(曺兢燮) 선생의 문인으로서 특히 선대의 업적을 계승하고 일가를 모으는데 온 힘을 다하였다. 유고 (遺稿)가 있다.
- 장지호(張志昊: 1884-1922) : 효자 휘 한필(漢弼)의 현손이며, 자는 학초(學 初)이고, 자호(自號)를 촤락당(最樂堂)이라 하였다. 심재(深齋) 조긍섭(曺兢 燮) 선생의 문인으로서 독행(篤行)함이 있었다. 유초(遺草)가 있다.
- 장두홍(張斗弘: 1899-1974) : 석천 휘 준호(駿昊)의 아들이며, 자는 원극(元 極)이고, 호는 소계(小溪)이다. 일찍이 가학(家學)을 배워서 독실(篤實)함이 있었고, 성품은 온공 정직(溫恭 正直)하고 효성은 지극했으며, 각종 공영 사업(公營事業)에 공헌한 바 컸다.
- 장두윤(張斗允: 1899-1988) : 효자 휘 한필(漢弼)의 5세손이며, 자는 사옥(士 玉)이고, 호는 청암(淸庵)이다. 조성재(曺惺齋) 선생 문하에서 실용(實用) 학문을 돈독히 배웠고, 어버이 섬기는데 지극 정성을 다하였으며, 유초 (遺草)가 있다.
- 장두한(張斗翰: 1910-1981) : 최락당 휘 지호(志昊)의 아들이며, 자는 사응 (士鷹)이고, 호는 눌암(訥庵)이다. 용모는 단아(端雅)하고, 성품은 순근(純 謹)하였다. 일찍이 심재(深齋) 조긍섭(曺兢燮) 선생 문하에서 수학하여 강 학(講學)에 근독(勤篤)하였고, 선대에서 행한 덕업을 잘 계승하여 일족을 인도하였다. 창녕향교의 전교(典校)를 지내면서『창녕현지』를 발간하였 고, 계축보(癸丑譜)의 주관 간행, 선대 정각(亭閣)의 중수(重修), 선대 제단 비의 수비(竪碑) 등, 우리 문중의 아름다운 사행을 대외에 적극 홍보하였다. 유집(遺集)이 있다.

## 주요 사적 목록
- 선략장군행훈련원판관창녕장공 복식
- 창산군(昌山君) 장관(張寬) 장관_개국원종공신녹권(보물 726호)
- 창녕장씨 칠세제단비(昌寧張氏 七世祭壇碑)
- 고강서원 유허비(遺墟碑)
- 증도사 장시행 효행비(贈都事 張是行 孝行碑) : 창녕군 고암면 대암리에 있었으며, 검암(儉庵) 손전(孫佺: 1634-1719)이 짓고, 아울 러 비문의 글씨까지 써서 숙종(肅宗) 조에 세운 것이다. 비문은『창녕현지』에 기록되어 있다.
- 감호정
- 용암재 : 창녕군 고암면 원촌리(元村里)의 서암(西巖)에 있으며, 처사 휘 재방(再房)과 처사 휘 재복(再復)을 위하여 후손 준호(駿昊)가 건립하였는데, 1950년 한국전쟁으로 인 하여 소실되자 후손 권표(權杓) 용표(龍杓) 등이 1976년에 중건하였다.
- 팔효각
- 간암재
- 양효각
- 부강재
- 용연재
- 고강서원
- 연자루